# Jessica Allen (cyclisme)
Pour les articles homonymes, voir Allen et Jessica Allen.
Jessica Allen, née le 17 avril 1993 à Perth, est une coureuse cycliste professionnelle australienne.

## Biographie
Enfant, Jessie Allen participe à des triathlons. À l'âge de neuf ans, son père l'emmene faire du cyclisme sur piste, même si au début, elle a peur de la vitesse et de la pente. Après un an, elle passe au cyclisme sur route. Elle commence la compétition à l'âge de douze ans. À 15 ans, elle participe à son premier championnat de niveau national sur piste et sur route. Chez les juniors (moins de 19 ans), elle décide de se concentrer davantage sur la route que sur la piste.
En 2011, elle devient à Copenhague championne du monde du contre-la-montre juniors. Elle gagne également le titre du contre-la-montre aux championnats d'Océanie juniors. En 2012, elle reçoit la bourse Amy Gillett, qui lui permet de courir en Europe. En 2013, elle court pour l'équipe française Vienne Futuroscope et passe huit mois en Europe, où elle ne se sent pas bien et où la motivation pour le cyclisme diminue. 
En 2014, elle gagne le championnat d'Océanie sur route échappée avec Lisa Keeling. Elle est non partante du contre-la-montre. Elle est alors entraînée par  Donna Rae-Szalinski. Elle passe la majorité de la saison au Canada et retrouve le plaisir de faire du vélo.
En juillet 2016, elle signe pour l'équipe australienne Orica-AIS. L'année suivante, elle devient championne d'Australie du critérium. Lors des mondiaux sur route en 2018, elle se classe cinquième du contre-la-montre par équipes avec l'équipe Mitchelton Scott (anciennement Orica-AIS).

## Palmarès sur route
- 2010
  - 3e du championnat d'Australie du contre-la-montre juniors
- 2011
  -  Championne du monde du contre-la-montre juniors
  -  Championne d'Océanie du contre-la-montre juniors
- 2013
  - 3e du championnat d'Australie du contre-la-montre espoirs
- 2014
  -  Championne d'Océanie sur route
- 2017
  -  Championne d'Australie du critérium

### Résultats sur les grands tours

#### Tour de France
1 participation
- 2023 : 118e

### Classement mondiaux
| Année                                 | 2014 | 2015 | 2016 | 2017 | 2018 | 2019 | 2020 | 2021 | 2022  | 2023  |
| ------------------------------------- | ---- | ---- | ---- | ---- | ---- | ---- | ---- | ---- | ----- | ----- |
| Classement UCI                        | 125e | nc   | 269e | nc   | 252e | 608e | 657e | nc   | 1008e | 1094e |
| UCI World Tour                        |      |      | 118e | nc   | 104e | 155e | nc   | nc   | 229e  | nc    |
|                                       |      |      |      |      |      |      |      |      |       |       |
| Légende : nc = non classéSource : UCI |      |      |      |      |      |      |      |      |       |       |